# حوزه انتخابیه دوم رود آیلند
حوزه انتخابیه دوم رود آیلند یک حوزه انتخابیه مجلس نمایندگان آمریکا است که در ایالت رود آیلند قرار دارد.